# جائزة بيئية

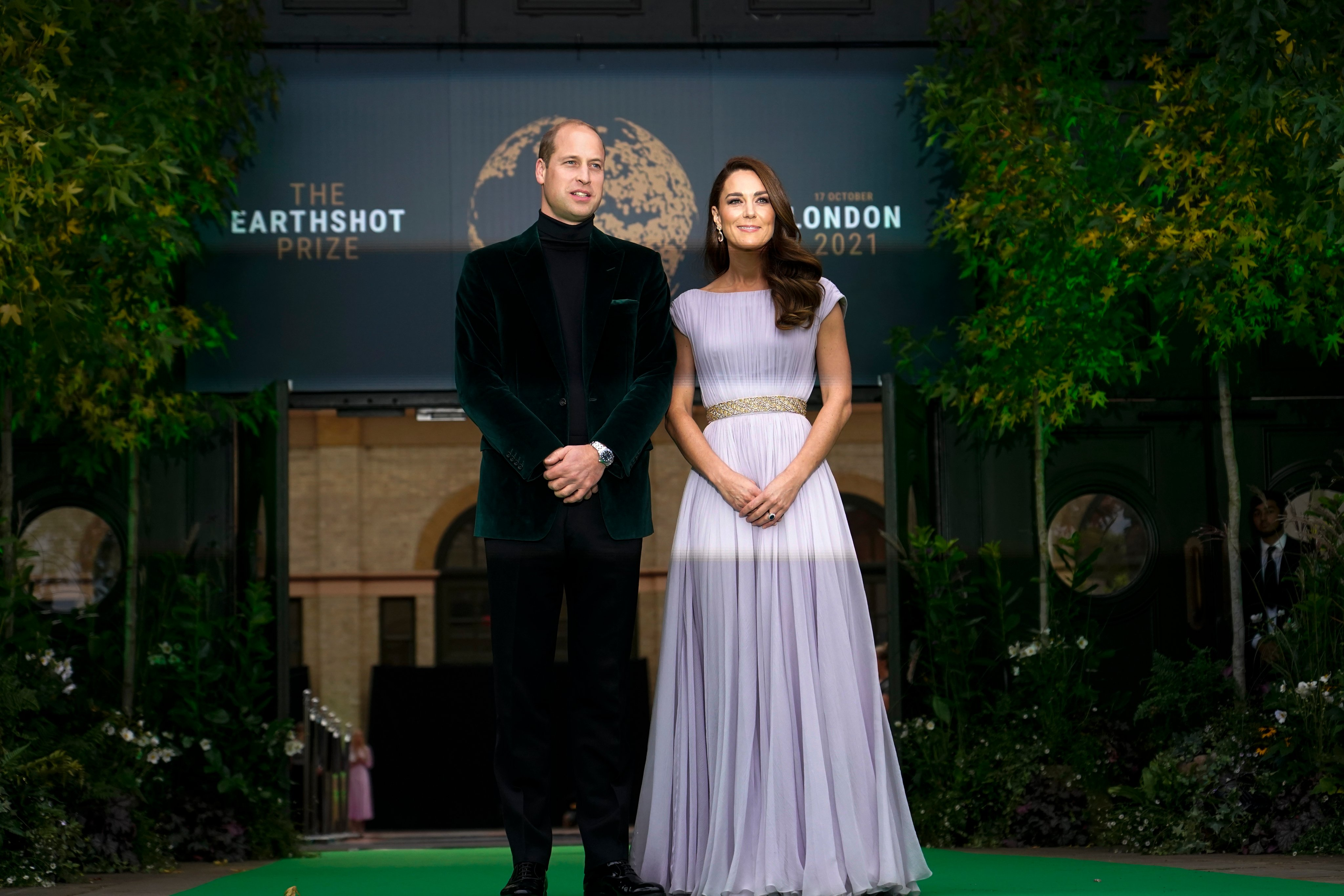
دوق ودوقة كامبريدج في حفل توزيع جوائز إيرث شوت الأول في لندن عام 2021

يتم عادةً منح الجائزة البيئية للأنشطة التي تؤدي إلى حماية البيئة. قد تكون الجوائز مفتوحة للمجتمع العالمي أو مخصصة فقط لبلد أو مجال عمل معين.

## جوائز بيئية عالمية مرموقة
- أنشأ برنامج الأمم المتحدة للبيئة قائمة الشرف العالمية 500 في عام 1987 للاعتراف بالإنجازات البيئية للأفراد والمنظمات في جميع أنحاء العالم.
- جائزة رامسار للحفاظ على الأراضي الرطبة.
- جائزة جولدمان للبيئة.
- تأسست جائزة Earthshot في عام 2021 من قبل المؤسسة الملكية.

## روابط خارجية
- الجوائز نسخة محفوظة 2012-02-19 على موقع واي باك مشين. في برنامج الأمم المتحدة للبيئة
- EnvironmentAwards.net
- جوائز الأعمال الأوروبية للبيئة في المفوضية الأوروبية